# Thibaut-René de Kergariou-Locmaria
Thibaut (ou Théobald) -René, comte de Kergariou-Locmaria (château de Coatilliau, 17 septembre 1739 - Quiberon, 16 juillet 1795), est un officier de marine français.

## Biographie
Il entre aux gardes-marine en septembre 1755 et embarque aussitôt sur l' Aigle pour une campagne à Saint-Domingue. Enseigne de vaisseau (avril 1757), il sert à Louisbourg sur l' Amphion puis passe en 1759 aux Antilles sur la Sardoine et prend part à une bataille et à la capture de trois navires ennemis. 
Sur l' Orient, il participe à la bataille des Cardinaux (20 novembre 1759) puis passe sur l' Hébé à la Martinique (1760) et sur la Licorne dans l'expédition de Ternay à Terre-Neuve (1762). Il fait ensuite plusieurs campagnes aux Antilles sur la Comète (1763), le Saint-Esprit (1764), la Balance (1766) et la Belle-Poule (1769).
Lieutenant de vaisseau (février 1770), il part pour l'océan Indien en 1772 sur la Belle-Poule où il commande l' Esturgeon (1773) puis le Serein (1774). 
En 1776, il fait campagne sur le Brillant à l'île de France puis commande l' Oiseau dans l'escadre de d'Orvilliers (1778) puis la Belle-Poule (1779). Il est alors promu capitaine de vaisseau (mars 1779). 
Commandant de la Junon aux Antilles (1780), il capture en septembre la corvette anglaise Rover mais fait naufrage à Saint-Vincent, le 11 octobre 1780 lors d'un ouragan. 
Second du Royal-Louis dans l'escadre de Guichen (mai 1781), il devient en juin commandant de la Sibylle avec laquelle il mène, le 2 janvier 1783, au large de Saint-Domingue, un violent combat contre un bâtiment anglais, l’Endymion et la frégate Magicienne qu'il parvient à dégréer entièrement. Malheureusement, démâté lui-même par la tempête, il est attaqué le 22 janvier par le Hussar et le Centurion et ne peut donner le change. Blessé, il amène alors son pavillon. 
En 1786, il commande la Calypso et fait une longue campagne dans l'océan Indien et en mer de Chine (1786-1789). Au début de la Révolution, il émigre puis prend part au débarquement de Quiberon. Fait prisonnier, il est aussitôt fusillé.
Son frère Raymond-Marie Kergariou de Coatlès, lieutenant de vaisseau (octobre 1773), est tué le 15 juillet 1780 pendant un combat de la Belle-Poule devant l'île d'Yeu et son deuxième frère, Pierre-Joseph Kergariou de Roscouet, capitaine de vaisseau (mars 1779), est également fusillé à Quiberon en juillet 1795.